# 小堀弘朝
小堀 弘朝（こぼり ひろとも、1981年4月17日 - ）は、日本の元ラグビー選手。

## プロフィール
- 東京都出身。
- 現役時代のポジションはウィング(WTB)。
- 身長 180cm、体重 91kg
- 関東代表に選ばれたことがある[1]。

## 来歴
2000年、国学院久我山高校卒業後、明治大学に入る。なお国学院久我山高校時代、高校日本代表に選ばれたことがある。
2004年、明治大学卒業後、クボタスピアーズに加入。同年12月19日に行われたジャパンラグビートップリーグ第10節の三洋電機ワイルドナイツ戦に途中出場で公式戦初出場を果たした。
2012年、クボタスピアーズを退団し、全早慶明チャリティマッチで現役を引退した。